# 伏尔加广播电台
伏尔加广播电台（俄语：Радио Волга）是一家面向驻东德及捷克斯洛伐克苏军进行广播的电台，节目以俄语为主。

## 概要
伏尔加广播电台总部位于德意志民主共和国波茨坦，1945年7月1日开始播音。电台通过柏林附近的Königs Wusterhausen长波发射台和马格德堡附近的Burg中波发射台向驻守东德以及捷克斯洛伐克的苏军进行广播，使用长波261kHz和中波1323kHz播出。除了对驻外苏军广播，该台还会转播莫斯科广播电台的德语节目。1990年两德统一后，该台开始向一些被称为“Radioropa”的私营广播电台出租长波频率的播出时段。另外，该台也向东德转播苏联中央电视台第一套节目。
1994年，随着俄军撤出德国，伏尔加广播电台停播，其频率被德国的一些“Radioropa”电台接管，直至2000年底“Radioropa”电台执照全部到期为止。